# Spisak elektrana u Sloveniji
Spisak elektrana u Sloveniji.

## Hidroelektrarnena imenovanim rekama

### Drava
- Hidroelektrana Dravograd
- Hidroelektrana Vuzenica
- Hidroelektrana Vuhred
- Hidroelektrana Ožbalt
- Hidroelektrana Fala
- Hidroelektrana Mariborski otok
- Hidroelektrana Zlatoličje
- Hidroelektrana Formin
- Mala hidroelektrana Melje

### Sava
- Hidroelektrana Moste
- Hidroelektrana Mavčiče
- Hidroelektrana Medvode
- Hidroelektrana Vrhovo
- Hidroelektrana Tacen
- Hidroelektrana Boštanj

### Soča
- Hidroelektrana Doblar
- Hidroelektrana Doblar 2
- Hidroelektrana Plave
- Hidroelektrana Plave 2
- Hidroelektrana Solkan

### Idrijca
- Hidroelektrana Marof
- Hidroelektrana Mesto
- Hidroelektrana Mrzla Rupa

### Prošček
- Hidroelektrana Knežke Ravne 1
- Hidroelektrana Knežke Ravne 2

### Manje HE
Vipava
- Hidroelektrana Gradišče

Gljun
- Hidroelektrana Plužna

Koritnica
- Hidroelektrana Možnica

Mangrtski potok
- Hidroelektrana Log

Tolminka
- Hidroelektrana Tolmin

Zadlaščica
- Hidroelektrana Zadlaščica

Mohorčev potok
- Hidroelektrana Bača

Bača
- Hidroelektrana Podmelec

Zapoška
- Hidroelektrana Cerkno

Peklenska grapa
- Hidroelektrana Pečnik

Jelenk
- Hidroelektrana Jelenk

Trebušica
- Hidroelektrana Trebuša

Hubelj
- Hidroelektrana Hubelj

Unec
- Hidroelektrana Planina

Klavžarica
- Mala hidroelektrana Klavžarica

Mura
- Mala hidroelektrana Ceršak

Završnica
- Hidroelektrana Završnica

Kokra
- Hidroelektrana Kokra

Zaklaščica
- Hidroelektrana Zaklaščica

## Termoelektrane
- Termoelektrana Šoštanj

- Termoelektrana Šoštanj I
- Termoelektrana Šoštanj II
- Termoelektrana Šoštanj III
- Termoelektrana Šoštanj IV
- Termoelektrana Šoštanj V

- Termoelektrana Trbovlje

- Termoelektrana Trbovlje I
- Termoelektrana Trbovlje II
- Termoelektrana Trbovlje III

## Plinsko-parna elektrana
- Plinska elektrana Brestanica

## Nuklearna elektrana
- Nuklearna elektrana Krško

## Termoelektrana-toplana
- Termoelektrana Toplana Ljubljana